# E-waves Phone Chip
De E-waves Phone Chip was een chip waarvan beweerd werd dat ze, indien geplaatst aan de batterijzijde van een gsm, schadelijke straling zou neutraliseren. De chip werd ontwikkeld door de alternatieve arts Peter Aelbrecht, en op 10 december 2008 op de markt gebracht door Omega Pharma. De veronderstelde werking van de chip is nooit bewezen.
Volgens Aelbrecht zou de chip werken dankzij een harmoniserende kwantumfysische informatietegengolf. Het bestaan van zo'n golf is nooit bewezen, en de wetenschappelijke wereld stelde de werking van de chip ernstig in vraag. Hetzelfde lot was eerder de BioStabil 2000 beschoren, dat een soortgelijke werking claimde maar die evenmin kon hard maken. In tegenstelling tot de BioStabil kreeg de E-waves Phone Chip de volledige steun van Omega Pharma, wat de geloofwaardigheid van het product ten goede moest komen.
Op 15 december 2008 kondigde Omega Pharma de opschorting van de verkoop aan. De scepsis van artsen en professoren, maar ook ontgoochelende tests onder eigen dak, vormden de basis van de opschorting. Mensen die de chip aangeschaft hadden, konden hun geld terugvorderen via de officiële website. Op de website van Peter Aelbrecht, de bedenker van de chip, staat het toestelletje evenwel nog steeds te koop. In tegenstelling tot Omega Pharma distantieerde Aelbrecht zich niet van de chip waarop hij op 17 maart 2009 de Skeptische Put-prijs van SKEPP kreeg toegewezen. Die prijs wordt jaarlijks uitgereikt aan iemand die zich op het terrein van de pseudowetenschap en het paranormale bijzonder onkritisch heeft uitgelaten.